# Unterwald
Unterwald je naselje v Občini Hüttenberg v Okraju Šentvid ob Glini na Koroškem v Avstriji.